# ピックセゲド

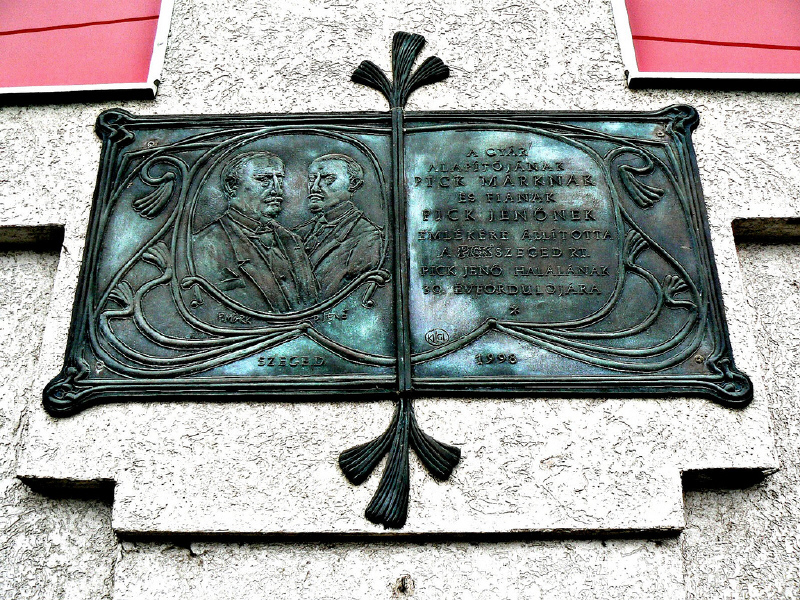
ピック・マールクとイェネー親子

ピック・セゲド（ハンガリー語: "Pick Szeged Zrt.", Pick Szalámigyár, 英語: Salami Factory and Meat Processing E. Co. Ltd.）は、ハンガリーのセゲドに本社を置く大手食肉製造会社である。

## 概要
ハンガリーサラミの一種であるウィンターサラミの製造を行っている。セゲド生まれでイタリアの技術を学んだ精肉業者、ピック・マールク（ハンガリー語: Pick Márk, 1843 – 92）によって1869年に創業された老舗である。
「ウィンターサラミ」と呼ばれる、ハンガリーで生産される白カビ付きサラミの最大の生産者であり、セゲドで生産されるウィンターサラミ（セゲディ・テーリサラーミ、Szegedi téliszalámi）は、欧州連合の原産地名称保護制度の対象となっている。
同社はハンドボールチームであるSCピックセゲド（SC Pick Szeged）のスポンサーである。